# 亚热乡 (仲巴县)
亚热乡（藏語：ཡག་རགས་，威利转写：yag rags），是中华人民共和国西藏自治区日喀则市仲巴县下辖的一个乡镇级行政单位。

## 行政区划
亚热乡下辖以下地区：
里孜村、改玛村和都吾村。